# Substancja psychoaktywna

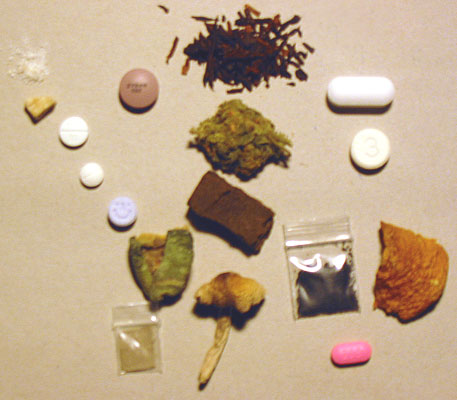
Przykłady substancji psychoaktywnych

Skala szkodliwości i potencjału uzależniającego poszczególnych substancji psychoaktywnych

Substancja psychoaktywna, substancja psychotropowa – substancja chemiczna (związek chemiczny) lub mieszanina substancji mająca bezpośredni lub następczy wpływ na funkcjonowanie mózgu, czego efektem są zmiany postrzegania, nastroju, świadomości, procesów poznawczych (np. zapamiętywania) i zachowania.
Substancje psychoaktywne lub używki je zawierające mogą być używane w celach niemedycznych związanych z wywołaniem określonych zmian świadomości (np. kawa, napoje alkoholowe, heroina, kokaina, środki pochodzenia konopnego), w niektórych kultach religijnych (np. zawierający meskalinę kaktus pejotl, grzyby psylocybinowe), w medycynie (np. opioidy i kannabinoidy do łagodzenia bólu, stymulanty do łagodzenia objawów narkolepsji i ADHD, leki przeciwdepresyjne i leki przeciwpsychotyczne w neurologii i psychiatrii).
Używanie wielu z tych substancji (zwłaszcza stymulantów i depresantów) może doprowadzić do nałogu i wyrządzić znaczne szkody zdrowotne. Z kolei inne (psychodeliki) niekiedy pomagają w leczeniu uzależnień (np. ibogaina, LSD).
Zastosowanie środków psychoaktywnych na przykładzie amfetaminy:
- jako używka (narkomania),
- jako środek dopingujący w sporcie (w odpowiednio zmniejszonych dawkach),
- jako środek pobudzający zdolność uczenia,
- jako środek poprawiający wydolność podczas długotrwałego wysiłku (amfetamina była podawana podczas II wojny światowej lotnikom wyruszającym na długie trasy),
- w medycynie (np. w Stanach Zjednoczonych w terapii ADHD i narkolepsji). Dawki terapeutyczne (od 5 do 40 mg na dobę) są wielokrotnie niższe od dawek stosowanych jako używka,
- w celach odchudzających (wysoka nadwaga).

## Diagram
Poniższy diagram Venna przedstawia zestawienie najpopularniejszych substancji psychoaktywnych w nakładających się grupach i podgrupach, bazując na ich farmakologicznej klasyfikacji i subiektywnych efektach. Elementy posegregowane są w grupach ze względu na podobieństwo działania, a także na zachowanie zgodności z legendą podaną pod diagramem.

### Legenda
- niebieski: siła stymulantów wzrasta na lewo i do góry
- czerwony: siła depresantów wzrasta na prawo i na dół
- zielony: psychodeliki po lewej, dysocjanty po prawej, działanie mniej przewidywalne na dole i po prawej, ogólnie silniejsze na dole
- różowy: neuroleptyki (leki przeciwpsychotyczne)

#### Połączone działania
- biały: pokrywanie się trzech głównych sekcji (stymulanty, depresanty, psychodeliki)
- magenta (purpurowy): pokrywanie się stymulantów (niebieski) i depresantów (czerwony)
- turkusowy (niebieskozielony): pokrywanie się stymulantów (niebieski) i psychodelików (zielony) – psychodeliki, które mają też działanie stymulujące
- żółty: pokrywanie się depresantów (czerwony) i dysocjantów (zielony) – dysocjanty, które mają też działanie depresyjne

## Działanie na poszczególne neuroprzekaźniki
Istnieje wiele dróg oddziaływania substancji psychoaktywnej na układ nerwowy. Każda z nich ma określone działanie na co najmniej jeden neuroprzekaźnik w mózgu.
Poniżej przedstawiona jest klasyfikacja leków ze względu na nadrzędne oddziaływanie na poszczególne neuroprzekaźniki. Został wymieniony tylko nadrzędny neuroprzekaźnik, mimo że większość substancji oddziałuje na więcej niż jeden.
| Neuroprzekaźnik/receptor | Klasyfikacja                                        | Przykłady substancji psychoaktywnych                                         |
| ------------------------ | --------------------------------------------------- | ---------------------------------------------------------------------------- |
| serotonina               | agonisty receptorów serotoninowych                  | LSD, psylocybina, meskalina, dimetylotryptamina                              |
| serotonina               | selektywne inhibitory zwrotnego wychwytu serotoniny | fluoksetyna, sertralina                                                      |
| serotonina               | substancje powodujące wydzielanie serotoniny        | MDMA                                                                         |
| GABA                     | inhibitory zwrotnego wychwytu GABA                  | tiagabina                                                                    |
| GABA                     | agonisty receptorów GABA                            | etanol, barbiturany, benzodiazepiny, muscymol, kwas ibotenowy, GHB           |
| GABA                     | antagonisty GABA-A                                  | tujon, bikukulina                                                            |
| receptory opioidowe      | agonisty receptora opioidowego μ                    | morfina, heroina, oksykodon                                                  |
| receptory opioidowe      | odwrotne agonisty receptora opioidowego μ           | nalokson, naltrekson                                                         |
| receptory opioidowe      | agonisty receptora opioidowego κ                    | salwinoryna A, butorfanol, nalbufina                                         |
| dopamina                 | inhibitory zwrotnego wychwytu dopaminy              | kokaina                                                                      |
| dopamina                 | antagonisty receptora dopaminowego                  | haloperydol, droperidol                                                      |
| monoaminooksydaza (MAO)  | inhibitory monoaminooksydazy (MAOI)                 | fenelzyna, iproniazid                                                        |
| monoaminooksydaza (MAO)  | wiązanie z transporterem proteiny MAO               | amfetamina, metamfetamina                                                    |
| receptory NMDA           | antagonisty receptora NMDA                          | ketamina, fencyklidyna, dekstrometorfan, etanol, memantyna, ibogaina         |
| noradrenalina            | inhibitory zwrotnego wychwytu noradrenaliny         | amoksapina, atomoksetyna                                                     |
| noradrenalina            | substancje powodujące wydzielanie noradrenaliny     | mianseryna                                                                   |
| kannabinoidy             | agonisty receptorów kannabinoidowych                | tetrahydrokannabinol                                                         |
| kannabinoidy             | inhibitory wychwytu zwrotnego anandamidu            | URB597, LY-2183240, PF-04457845                                              |
| acetylocholina           | cholinergiki (agonisty acetylocholiny)              | nikotyna, piracetam                                                          |
| acetylocholina           | cholinolityki (antagonisty acetylocholiny)          | skopolamina, dimenhydrynat, difenhydramina                                   |
| adenozyna                | metyloksantyny (antagonisty adenozyny)              | kofeina                                                                      |
| receptory AMPA           | antagonisty receptorów AMPA                         | kwas kynureninowy, NBQX                                                      |
| receptory melanokortyny  | agonisty receptorów melanokortyny                   | bremelanotyd                                                                 |
| receptory GHB            | agonisty receptorów GHB                             | GHB, T-HCA                                                                   |
| receptory histaminowe    | antagonisty receptorów H1                           | difenhydramina, doksylamina, mirtazapina, mianseryna, kwetiapina, dimetynden |

## Historia
Substancje psychoaktywne zażywane były przez ludzi od bardzo dawna. Np. na terenach obecnej Polski odkryto fragmenty naczyń z osadami, w których wykryto pochodne morfiny: sprzed ok. 7 tys. lat (Grądy-Woniecko) i z późnej kultury niemeńskiej (Supraśl).
Zjawisko to nie ogranicza się do ludzi. Wiele zwierząt konsumuje różne psychoaktywne rośliny, zwierzęta, nasiona, a nawet sfermentowane owoce, wyraźnie odurzając się przy tym. Legendy o świętych roślinach często zawierają wzmianki o zwierzętach, które uczą ludzi używania ich.
Biologia sugeruje ewolucyjny związek pomiędzy psychoaktywnymi roślinami i zwierzętami konsumującymi je, odpowiadając na pytanie dlaczego te substancje oddziałują na receptory znajdujące się w obrębie systemu nerwowego.
W XX wieku rządy początkowo reagowały na wiele substancji psychoaktywnych penalizacją ich wytwarzania, obrotu nimi i ich używania. Godnym zauważenia przypadkiem tego jest czas prohibicji w Stanach Zjednoczonych, gdy alkohol był tam nielegalny przez 13 lat. Wiele rządów wyciągnęło z niej wniosek, że penalizacja obrotu substancjami psychoaktywnymi nie potrafi skutecznie zatrzymać ich użycia. W wielu krajach położono nacisk na stosowanie redukcji szkód (przez zapewnienie odpowiednich świadczeń użytkownikom nielegalnych substancji, doświadczającym negatywnych efektów ich używania) oraz działania mające na celu minimalizacje ich użycia (przy zachowaniu ich nielegalności). To często dążyło do partnerstwa w opracowywaniu strategii redukcji szkód przez starające się wymusić prawnie ich stosowanie agencje.

## Substancje psychoaktywne a filozofia i moralność
Od tysięcy lat ludzie zajmują się badaniem substancji psychoaktywnych, zarówno przez obserwacje, jak i przez bezpośrednie przyjmowanie ich. Jednakże zdania na ich temat były zawsze skrajnie podzielone, a ich stosowanie przez długi czas było przedmiotem ważnych filozoficznych i moralnych sporów, a nawet powodem wojny (np. wojny opiumowe). Większość młodzieży i osób dorosłych używa co najmniej jednej substancji psychoaktywnej. Na zachodzie najpopularniejszymi z nich są kofeina, alkohol i nikotyna, w wymienionej kolejności. Wielu ludzi akceptuje nałożone przez prohibicje ograniczenia odnośnie do stosowania innych substancji, szczególnie „twardych narkotyków”, które w większości krajów świata są nielegalne. Wiele z najpopularniejszych rekreacyjnie używanych substancji psychoaktywnych, takich jak alkohol czy tytoń, jest legalnych, pomimo że wielu ludzi stawia je na równi z „twardymi narkotykami”. W tym samym czasie wiele „miękkich narkotyków”, jak marihuana czy psylocybina, jest nielegalnych i w wielu przypadkach kontrola państwowa nad nimi jest bardzo duża (dla przykładu w Stanach Zjednoczonych marihuana i psylocybina w ustawie o substancjach kontrolowanych (Controlled Substances Act) znajdują się w sekcji najniebezpieczniejszych narkotyków). Wiele osób uważa, że aktualne prohibicyjne prawo jest raczej natury politycznej.
Ponieważ wielu uzależnionych użytkowników tych substancji ma problemy z ograniczeniem lub zaprzestaniem ich użycia, powstało wiele grup samopomocy i firm specjalizujących się na tym polu. Także wielu rodziców stara się wpływać na czyny i wybory swoich dzieci odnośnie do substancji psychoaktywnych.
Na temat niemal każdej substancji psychoaktywnej trwają gorące dyskusje, czy używanie jej jest natury duchowej, czy też jest grzeszne, czy dana substancja jest lecznicza, czy może trująca, czy używanie jej jest etyczne, czy niemoralne, ryzykowne, czy odpowiedzialne itp. Opinie te są często zakorzenione głęboko w poglądach filozoficznych i religijnych. Bardzo trudne jest osiągnięcie zgody w dopuszczalnych dla wszystkich granicach moralnych i filozoficznych. Ważnym punktem w dyskusji jest rola prawa. Przedmiotem sporu jest to, czy powinno ono być neutralne, prohibicyjne, czy przed zakupem danej substancji powinno się wymagać recepty, czy obrót daną substancją powinien być uregulowany, czy powinno się walczyć z promocją, promować abstynencję lub umiar, edukować w celu zwiększenia bezpieczeństwa przy ich używaniu, czy obecne prawo jest dobre, czy też powinno zostać zmienione.

## Substancje psychoaktywne a psychotropowe
W Polsce zgodnie z ustawą z dnia 29 lipca 2005 r. o przeciwdziałaniu narkomanii, substancją psychotropową jest każda substancja pochodzenia naturalnego lub syntetycznego działająca na ośrodkowy układ nerwowy, określona w wykazie substancji psychotropowych zawartym w rozporządzeniu wydanym na podstawie tej ustawy.